# Prinsenhof (Gand)

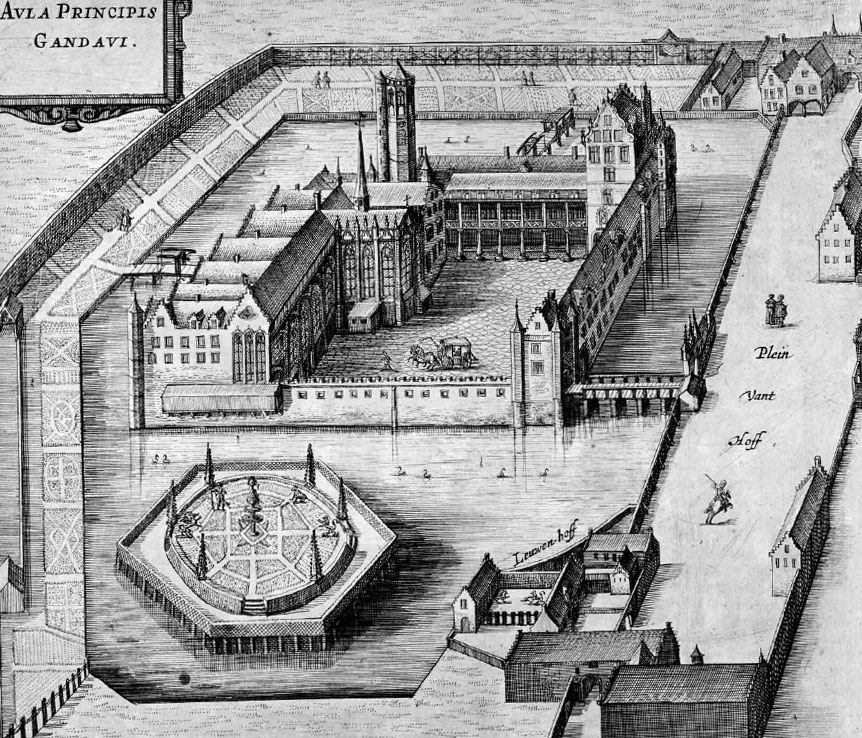
Incisione del XVII secolo del Prinsenhof di Gand

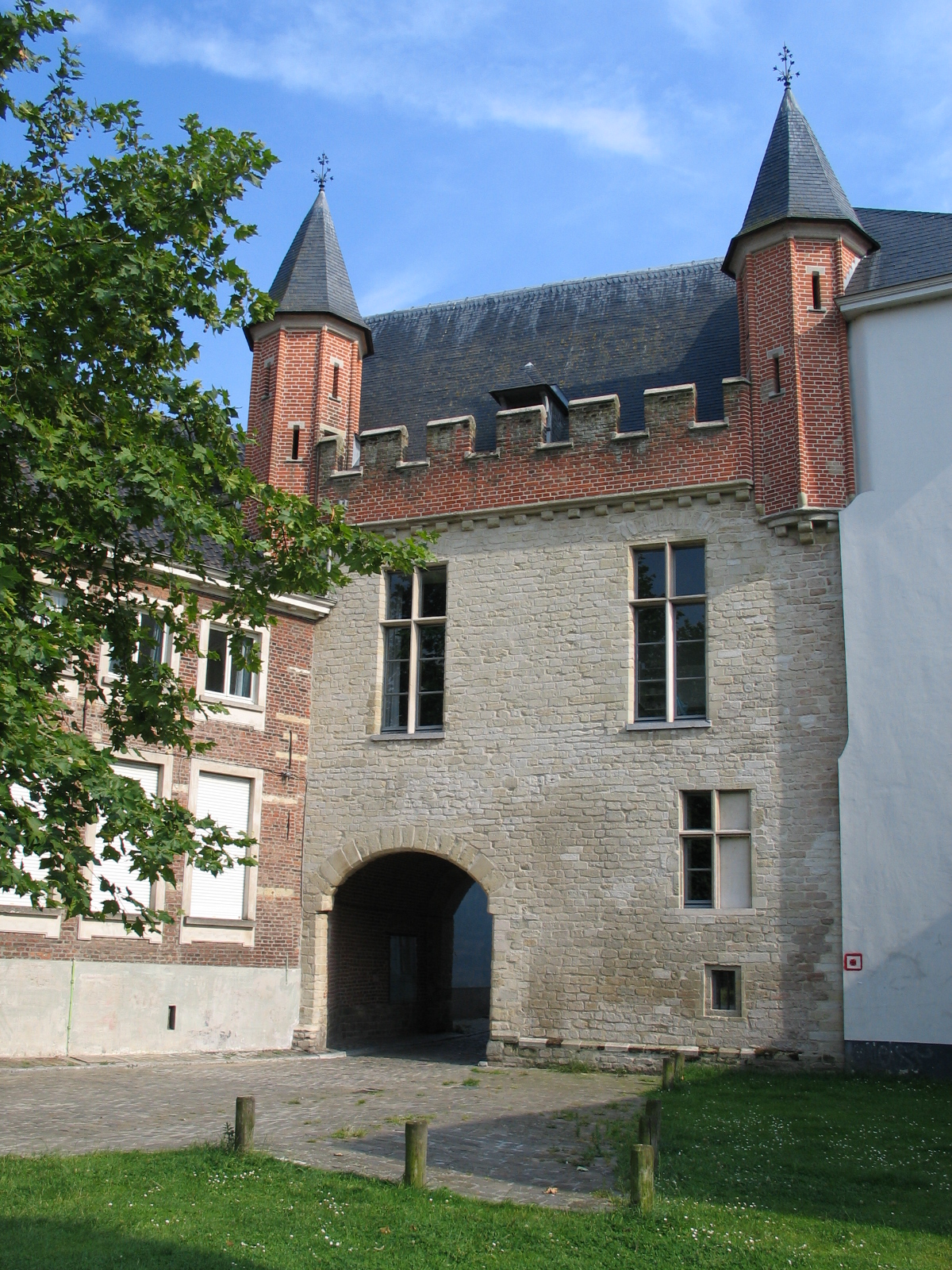
Ingresso del Prinsenhof.

Il Prinsenhof di Gand in Belgio, era la residenza ufficiale del conte delle Fiandre a Gand a partire dal XV secolo.

## Storia
Il Prinsenhof fu utilizzato in origine come residenza del castellano di Gand Ugo I, che lo costruí come residenza estiva. Il palazzo fu poi venduto nel 1231 ad Alexander de la Lune, portando alla sua rinominazione come Ser-Sandershof. Nel 1324, il palazzo fu nuovamente venduto, venendo comprato dal finanziere Simon de Mirabello. Il posto fu quindi acquistato da Luigi II, e tra il 1349 ed il 1353 si ebbe la ristrutturazione completa del palazzo. Nel corso del tempo il Prinsenhof divenne la dimora dei Conti delle Fiandre, sostituendo Gravensteen. I monarchi Filippo Il Bello e Giovanna La Pazza, figlia di Isabella di Castiglia,  la adibirono a principale dimora. Nel 1500 il palazzo divenne posto natale di quello che sarebbe poi divenuto imperatore Carlo V (Carlo I di Spagna). Il palazzo divenne una delle dimore preferite dell’imperatore, che tra il 1538 ed il 1545 si fece carico dei lavori di restaurazione dei giardini e della struttura, oltre che la creazione di nuovi ponti. Presto, tuttavia, il luogo cadde in disuso e nel 1557 divenne la dimora di Cristina di Lorena. Nel 1776 il palazzo fu venduto dal governo e demolito in larga parte, ed i suoi resti vennero usati come abitazioni dal popolo locale. Verso la fine del XVIII secolo, sulle rovine del palazzo vennero costruite una raffineria di zucchero, una fabbrica di sapone ed infine una per la lavorazione del cotone. Ad oggi, tutto ció che rimane del palazzo è la Donkere Poorte (la Porta Scura), così chiamata per la colorazione nera che aveva acquisito nel XIX secolo a causa dei fumi delle vicine lavorazioni.